# Ян Гаммер
Ян Гаммер (чеськ. Jan Hammer; *17 квітня 1948, Прага) — чеський композитор, піаніст та клавішник.